# Шишов, Иван Петрович
Иван Петрович Шишов (26 сентября (8 октября) 1888, Новочеркасск, Российская империя — 6 февраля 1947, Москва, СССР) — советский композитор, педагог и музыкальный критик.

## Биография
Родился 26 сентября (8 октября) 1888 года в Новочеркасске в семье военного фельдшера, учился в музыкально-драматических классах при местном Музыкально-драматическом обществе. Выпускник Новочеркасской гимназии, в 1914 году окончил Музыкально-драматическое училище московского филармонического общества по классу композиции у Н. А. Корещенко, также учился у А. Д. Кастальского (полифония) и В. С. Калинникова (хор). Кроме того, брал уроки у Э. К. Розенова и Г. Э. Конюса. В 1916 году преподавал музыку в Лазаревском институте восточных языков и Московской народной консерватории. В 1922—1929 годах — научный сотрудник Государственного института музыкальной науки и Государственной Академии художественных наук. В 1925—1931 годах преподавал мелодику в Московской консерватории, при этом в 1927 году в журнале «Музыкальное образование» была напечатана статья Шишова «К вопросу об анализе мелодического строения», представлявшая собой первую в советском музыковедении специальную работу о мелодике.
В 1929 году в Большом театре была поставлена опера композитора «Тупейный художник» (режиссёр А. Петровский). По мнению советских критиков музыка оперы «выпадала из социально-сатирического плана спектакля… и полностью игнорировала эпоху». Критик Лев Аннинский пишет о спектакле так: «По словам рецензентов, спектакль остроумно соединял николаевский ампир и русское барокко с мещанским лубком, выявляя таким образом „единение“ дворянства и купечества с царской властью… Спектакль… выдержал 21 представление. В историю советского искусства он вошёл как не очень успешная, но в принципе здоровая попытка продолжить линию „русской бытовой оперы“ (позднее сказали бы: реалистической) и преодолеть фантастику и вагнеризм (позднее сказали бы: формализм)».
В 1930—1947 годах И. П. Шишов работал редактором и представителем Консультационной комиссии Музгиза, в том числе был членом редколлегии академического издания собрания сочинений П. И. Чайковского.
Умер 6 февраля 1947 года. Похоронен в Москве на Донском кладбище.

## Дальнейшая судьба произведений
Советский эстрадный исполнитель Эдуард Хиль в 70-е годы исполнял программу, состоявшую из вокального цикла «Песни Беранже» (народные мелодии в обработке И. П. Шишова на стихи Беранже в переводах Я. Родионова и В. Курочкина). В 1974 году на Ленинградском телевидении вышел фильм-спектакль, в основу которого положена программа Хиля.

## Избранные сочинения

### Оперы
- 1929 — «Тупейный художник»
- 1933 — «Меткий стрелок»
- 1940 — «Пётр I»[11] (неоконченная)

### Балеты
- 1942 — «В гостях у казаков»

### Вокальные произведения
- Оратория «Минин и Пожарский» для солистов, хора, чтеца и оркестра (сл. В. И. Латова, 1942)
- Реквием «Траурное воспоминание о Ленине» для чтеца, хора и оркестра (сл. С. M. Беляева, 1925)
- «Первомайская песенка» для хора a cappella (сл. В. В. Маяковского, 1930)
- 11 романсов на слова А. С. Пушкина (1925-36)
- Песни Беранже (обр. нар. мелодий, 2 серии, 1938-39)
- Дуэт «Пред испанкой благородной» (сл. Пушкина, 1922)
- Дуэт «Как эта ночь» (сл. А. А. Фета, 1926)
- Свыше 300 песен, в том числе обработки народных песен — из записей И. P. Яунзем (1932), 6 русских народных песен (1944)

### Симфоническая музыка
- Степная симфония (на сюжет «Слова о полку Игореве», 1925)
- Нолевая симфония (1933)

### Произведения для фортепиано
- Соната (1925)
- Маленькая сюита (1939)
- 12 пьес для начинающих пианистов (1936)

## Фильмография
- 1936 — Я люблю[12]
- 1938 — Директор[13]